# Niwki Książęce (województwo dolnośląskie)
Niwki Książęce – wieś w Polsce położona w województwie dolnośląskim, w powiecie oleśnickim, w gminie Międzybórz.

## Historia
Śląska wieś (i gmina jednostkowa), włączona w 1920 roku do Polski, z powiatu Groß Wartenberg (sycowskiego) do powiatu ostrzeszowskiego w województwie poznańskim. Po zniesieniu powiatu ostrzeszowskiego 1 kwietnia 1932 roku włączona do powiatu kępińskiego. W 1934 roku Niwki Książęce utworzyły gromadę w nowo utworzonej gminie Kobylagóra w powiecie kępińskim.
W 1954 roku weszły w skład nowo utworzonej gromady Kuźnica Myślniewska, która weszła w skład reaktywowanego powiatu ostrzeszowskiego w województwie poznańskim.
29 lutego 1956 Niwki Książęce wyłączono z gromady Kuźnica Myślniewska, włączając ją do gromady Międzybórz w powiecie sycowskim w woj. wrocławskim. Tam przetrwały do końca 1972 roku, czyli do kolejnej reformy gminnej. 1 stycznia 1973 w powiecie sycowskim reaktywowano gminę Międzybórz, w skład której weszły Niwki Książęce. W latach 1975–1998 miejscowość administracyjnie należała do województwa kaliskiego. Od 1999 należą do powiatu oleśnickiego w woj. dolnośląskim.
Uwaga: Nie mylić z pobliską osadą Niwki Książęce w województwie wielkopolskim, w powiecie ostrowskim, w gminie Sośnie, o odrębnej przeszłości administracyjnej.